# Kórzhevski (Krasnoarméiskaya, Krasnodar)
Kórzhevski (del ruso: Коржевский) es un jútor del raión de Krasnoarméiskaya, en el sur de Rusia. Está situado en el delta del Kubán, en la orilla derecha de su distributario Protoka, 16 km al sur de Poltávskaya y 68 km al noroeste de Krasnodar, la capital del krai. Tenía 300 habitantes en 2010
Pertenece al municipio Trudobelikovskoye.